# San Diego Film Critics Society Award per il migliore film in lingua straniera

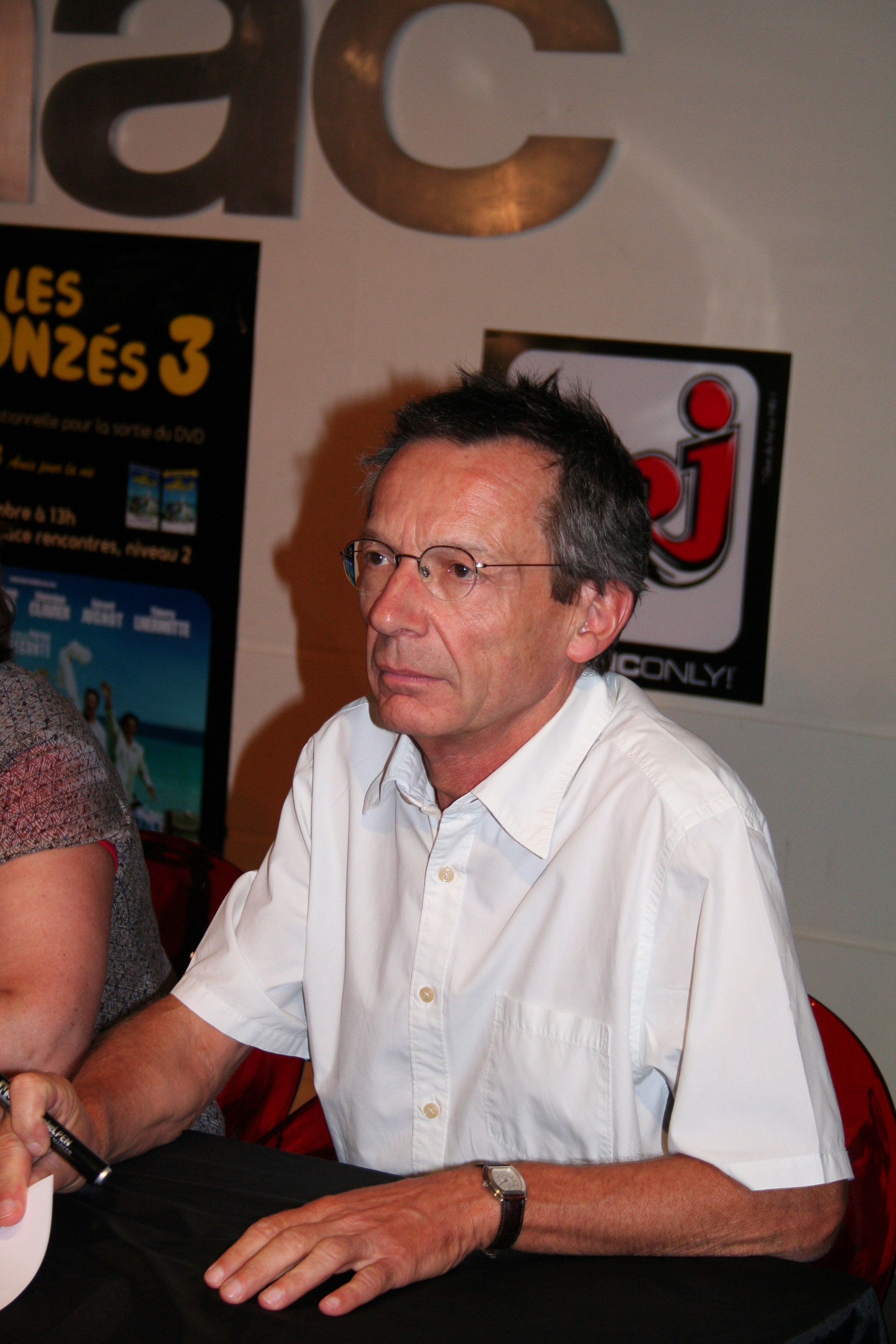
Patrice Leconte si è aggiudicato la prima edizione del premio nel 1996 con Ridicule

Il San Diego Film Critics Society Award per il migliore film in lingua straniera (San Diego Film Critics Society Award for Best Foreign Language Film) è un premio assegnato nell'ambito del San Diego Film Critics Society Awards dal 1996 alla migliore pellicola dell'anno non in lingua inglese.

## Vincitori e candidati
I vincitori sono indicati in grassetto, a seguire gli altri candidati.

### Anni 1990-1999
- 1996: - Ridicule, regia di Patrice Leconte • Francia
- 1997: - Vuoi ballare? - Shall We Dance? (Sharu wi Dansu?), regia di Masayuki Suo • Giappone
- 1998: - La vita è bella, regia di Roberto Benigni • Italia
- 1999: - Tango (Tango, no me dejes nunca), regia di Carlos Saura • Spagna / Argentina
  - Lola corre (Lola rennt), regia di Tom Tykwer • Germania

### Anni 2000-2009
- 2000: - Il colore del paradiso (Rang-e khoda), regia di Majid Majidi  • Iran
  - La tigre e il dragone (Wòhǔ Cánglóng), regia di Ang Lee • Taiwan / Hong Kong / Cina / USA
- 2001: - Il favoloso mondo di Amélie (Le Fabuleux Destin d'Amélie Poulain), regia di Jean-Pierre Jeunet • Francia / Germania
- 2002: - Parla con lei (Hable con ella), regia di Pedro Almodóvar • Spagna
- 2003: - Le invasioni barbariche (Les Invasions barbares), regia di Denys Arcand • Canada / Francia (ex aequo) Irréversible, regia di Gaspar Noé • Francia
- 2004: - Mare dentro (Mar adentro), regia di Alejandro Amenábar • Spagna / Francia / Italia
- 2005: - I figli della guerra (Voces inocentes), regia di Luis Mandoki • Messico
- 2006: - Mille miglia... lontano (Qian li zou dan ji), regia di Zhang Yimou e Yasuo Furuhata • Cina / Hong Kong / Giappone
- 2007: - Lo scafandro e la farfalla (Le scaphandre et le papillon), regia di Julian Schnabel • Francia / USA
  - The Orphanage (El Orfanato), regia di Juan Antonio Bayona • Messico / Spagna
- 2008: - Lasciami entrare (Låt den rätte komma in), regia di Tomas Alfredson • Svezia
- 2009: - Il divo, regia di Paolo Sorrentino • Italia
  - Amreeka, regia di Cherien Dabis • USA / Canada
  - Captain Abu Raed (كابتن أبو رائد), regia di Amin Matalqa • Giordania
  - Il giardino di limoni - Lemon Tree (شجرة ليمون,, עץ לימון), regia di Eran Riklis • Israele / Germania / Francia
  - La battaglia dei tre regni (Chi bi), regia di John Woo • Cina
  - Sin nombre, regia di Cary Fukunaga • Spagna
  - The Stoning of Soraya M., regia di Cyrus Nowrasteh • USA
  - Thirst (Bakjwi), regia di Park Chan-wook • Corea del Sud
  - Na-moo-eobs-neun san, regia di So Yong Kim • Corea del Sud

### Anni 2010-2019
- 2010: - Io sono l'amore, regia di Luca Guadagnino • Italia
  - Biutiful, regia di Alejandro González Iñárritu • Messico
  - Uomini che odiano le donne (Män som hatar kvinnor), regia di Niels Arden Oplev. • Svezia
  - Madre (Madeo), regia di Bong Joon-ho • Corea del Sud
  - I gatti persiani (Kasi az gorbehaye irani khabar nadareh), regia di Bahman Ghobadi • Iran
- 2011: - Le quattro volte, regia di Michelangelo Frammartino • Italia
  - La doppia ora, regia di Giuseppe Capotondi • Italia
  - Sykt lykkelig, regia di Anne Sewitsky • Norvegia
  - Uomini di Dio (Des hommes et des dieux), regia di Xavier Beauvois • Francia
  - En ganske snill mann, regia di Hans Petter Moland • Norvegia
- 2012: - Il ragazzo con la bicicletta (Le gamin au vélo), regia di Jean-Pierre e Luc Dardenne • Belgio / Francia / Italia
  - Amour, regia di Michael Haneke. • Austria / Francia / Germania
  - Headhunters - Il cacciatore di teste (Hodejegerne), regia di Jo Nesbø • Norvegia
  - Holy Motors, regia di Leos Carax • Francia / Germania
  - Quasi amici - Intouchables (Intouchables), regia di Olivier Nakache e Éric Toledano • Francia
- 2013: - Drug War (毒战;), regia di Johnnie To • Cina / Hong Kong
  - La vita di Adele (La Vie d'Adèle - Chapitres 1 & 2), regia di Abdellatif Kechiche • Francia / Belgio / Spagna
  - No - I giorni dell'arcobaleno (No), regia di Pablo Larraín • Cile / USA / Francia / Messico
  - Alabama Monroe - Una storia d'amore (The Broken Circle Breakdown), regia di Felix Van Groeningen • Belgio / Paesi Bassi
  - Il sospetto (Jagten), regia di Thomas Vinterberg • Danimarca / Svezia
- 2014: - Forza maggiore (Turist), regia di Ruben Östlund • Svezia
  - Heli, regia di Amat Escalante • Messico
  - Ida, regia di Paweł Pawlikowski • Danimarca / Polonia
  - Due giorni, una notte (Deux jours, une nuit), regia di Jean-Pierre e Luc Dardenne • Belgio
  - Venere in pelliccia (La Vénus à la fourrure), regia di Roman Polański • Francia
- 2015: - Taxi Teheran, regia di Jafar Panahi • Iran
  - Goodnight Mommy (Ich seh, Ich seh), regia di Veronika Franz e Severin Fiala • Austria
  - Il segreto del suo volto (Phoenix), regia di Christian Petzold • Germania
  - Un piccione seduto su un ramo riflette sull'esistenza (En duva satt på en gren och funderade på tillvaron), regia di Roy Andersson • Svezia / Germania / Norvegia / Francia
- 2016: - Al di là delle montagne (山河故人), regia di Jia Zhangke • Cina / Francia / Giappone
  - Aquarius, regia di Kleber Mendonça Filho • Brasile / Francia
  - Agassi (아가씨), regia di Park Chan-wook • Corea del Sud
  - Mr. Ove (En man som heter Ove), regia di Hannes Holm • Svezia
  - Ema, regia di Kadri Kõusaare • Cile
  - Neruda, regia di Pablo Larraín • Argentina / Cile / Spagna / Francia
- 2017: - Thelma, regia di Joachim Trier • Norvegia / Danimarca / Francia / Svezia
  - 120 battiti al minuto (120 battements par minute), regia di Robin Campillo • Francia
  - Visages, Villages, regia di Agnès Varda e JR • Francia
  - L'altro volto della speranza (Toivon tuolla puolen), regia di Aki Kaurismäki • Finlandia
  - The Square, regia di Ruben Östlund • Germania / Svezia / Danimarca / Francia
- 2018: - Un affare di famiglia (万引き家族), regia di Hirokazu Kore-eda • Giappone
  - Cafarnao - Caos e miracoli (Capernaum), regia di Nadine Labaki • Libano
  - Cold War, regia di Paweł Pawlikowski • Polonia / Regno Unito / Francia
  - Il colpevole - The Guilty (Den skyldige), regia di Gustav Möller • Danimarca
  - Roma, regia di Alfonso Cuarón • Messico
- 2019: - Parasite (Gisaenchung), regia di Bong Joon-ho • Corea del Sud
  - Dolor y gloria, regia di Pedro Almodóvar • Spagna
  - La donna dello scrittore (Transit), regia di Christian Petzold • Germania
  - The Farewell - Una bugia buona (The Farewell), regia di Lulu Wang • Cina
  - Ritratto della giovane in fiamme (Portrait de la jeune fille en feu), regia di Céline Sciamma • Francia

### Anni 2020-2029
- 2020[1][2]: - La vita davanti a sé, regia di Edoardo Ponti • Italia
  - Un altro giro (Druk), regia di Thomas Vinterberg • Danimarca / Svezia / Paesi Bassi
  - Il buco (El hoyo), regia di Galder Gaztelu-Urrutia • Spagna
  - Martin Eden, regia di Pietro Marcello • Italia
  - Sputnik, regia di Egor Abramenko • Russia
- 2021: - Madres paralelas, regia di Pedro Almodóvar • Spagna
- 2022: - Niente di nuovo sul fronte occidentale (Im Westen nichts Neues), regia di Edward Berger • Germania
  - La scelta di Anne - L'Événement (L'Événement) • Francia
  - Close • Francia, Belgio, Paesi Bassi
  - Decision to Leave (He-eojil gyeolsim) • Corea del Sud
  - RRR • India
- 2023: - Anatomia di una caduta (Anatomie d'une chute) • Francia
  - Godzilla Minus One (Gojira Mainasu Wan) • Giappone
  - La zona d'interesse (The Zone of Interest) • Regno Unito, Polonia
  - Foglie al vento (Kuolleet lehdet) • Finlandia
  - L'innocenza (Kaibutsu) • Giappone
- 2024: - All We Imagine As Light - Amore a Mumbai (All We Imagine as Light) • India
  - Pigen med nålen • Danimarca
  - Vermiglio • Italia
  - Il seme del fico sacro (Dāne-ye anjīr-e ma'ābed) • Iran
  - No Other Land (Kaibutsu) • Palestina